# دومبه گراند
دومبه گراند (به لاتین: Dombe Grande) یک منطقهٔ مسکونی در آنگولا است که در بایه فرتا، آنگولا واقع شده‌است. دومبه گراند ۲٬۹۱۰ کیلومتر مربع مساحت و ۴۱٬۴۳۴ نفر جمعیت دارد.